# Villebadin
Villebadin település Franciaországban, Orne megyében. Lakosainak száma 126 fő (2018. január 1.). Villebadin Omméel, Avernes-sous-Exmes, Le Bourg-Saint-Léonard, Exmes, Fel és Le Pin-au-Haras községekkel határos.

## Népesség
A település népessége az elmúlt években az alábbi módon változott:
| Lakosok száma | 133  | 131  | 127  | 126  |
|               | 2013 | 2015 | 2017 | 2018 |